# 角晃多
角晃多（すみ こうた，1991年1月13日—），是日本職業棒球選手（内野手、右投左打）及教練。出身於神奈川縣橫濱市。隸屬於棒球挑戰聯盟武藏HEAT BEARS隊。現在兼任選手及野手教練補佐。父親是前職棒選手角盈男、兄長為前職棒選手角一晃。